# Theridion istokpoga
Theridion istokpoga là một loài nhện trong họ Theridiidae.
Loài này thuộc chi Theridion. Theridion istokpoga được Herbert Walter Levi miêu tả năm 1957.